# 城下尊之
城下 尊之（しろした たかゆき、1956年1月23日 - ）は、日本の芸能リポーター。元スポーツ新聞記者。

## 来歴
福岡県北九州市出身。明治学園中学校、久留米大学附設高校を経て立教大学法学部に進学。在学中から産経新聞運動部でアルバイトで原稿書きをしており、大学卒業後に産経新聞社に記者職で入社し、サンケイスポーツにて文化部記者として芸能系を取材。
1982年、『モーニングジャンボ奥さま8時半です』（TBS）の芸能デスクとして勤務男性リポーターの交代要員を探していた番組のディレクターより指名され、サンケイスポーツを退職。芸能リポーターへ転身。その後、芸能リポーターとしてフリーとなる。

## 出演番組

### 現在

#### テレビ
- 情報ライブ ミヤネ屋（読売テレビ）

#### ラジオ
- タクマ・神野のどーゆーふー（東海ラジオ） - 「教えて、ど～ゆ～ふ～」金曜のみコーナー出演

### 過去

#### テレビ
- 朝生ワイド　す・またん!（読売テレビ）
- ルックルックこんにちは（日本テレビ）
- レッツ!（日本テレビ）
- 壮絶バトル!花の芸能界（日本テレビ）
- ザ!情報ツウ（日本テレビ）
- スッキリ!!（日本テレビ）
- ラジかるッ（日本テレビ）
- ルドイア☆星惑三第（日本テレビ）
- ウラネタ芸能ワイド 週刊えみぃSHOW（読売テレビ）
- めんたいワイド（福岡放送）
- ゆうがたGet!（テレビ信州）
- ザ・追跡スクープ劇場（日本テレビ）
- 松本清張スペシャル・指（日本テレビ）

#### ラジオ
- 土曜亭らじおDON!（山陰放送）
- 近藤丈靖の独占!ごきげんアワー（新潟放送）

#### ウェブテレビ
- 極楽とんぼKAKERUTV（2018年7月19日、AbemaTV） - 鬼リポーター軍団